# Most kolejowy nad Motławą
Most kolejowy nad Motławą – jedyny most kolejowy na Motławie. Znajduje się w Gdańsku na granicy między osiedlami Orunia i Olszynka, między ulicami Olszyńską i Przybrzeżną. Powstał w roku 1905 wraz z linią kolejową łączącą stacje rozrządowe na Oruni (obecny Gdańsk Południowy) i Przeróbce (ówczesna nazwa Kaiserhafen). Od 1980 jest to most podwójny (dwie konstrukcje równoległe). Konstrukcja stalowa, kratownicowa. Przez most biegnie linia kolejowa nr 226.